# Витиница (Сапна)
Витиница је насељено мјесто у Босни и Херцеговини, у општини Сапна, која припада ентитету Федерација Босне и Херцеговине. Према попису становништва из 2013. у насељу је живио 2831 становник.

## Становништво
| Демографија | Демографија | Демографија |
| Година      | Становника  | Становника  |
| ----------- | ----------- | ----------- |
| 1961.       | 1.837       |             |
| 1971.       | 2.179       |             |
| 1981.       | 2.797       |             |
| 1991.       | 3.114       |             |
| 2013.       | 2.831       |             |